# Argiope aetherea
Espèce
Synonymes
- Epeira aetherea Walckenaer, 1841
- Argiope regalis L. Koch, 1871
- Argiope variabilis Bradley, 1876
- Argiope lunata Bradley, 1876
- Argiope brownii O. Pickard-Cambridge, 1877
- Argiope verecunda Thorell, 1878
- Argiope aetherea deusta Thorell, 1881
- Argiope aetherea annulipes Thorell, 1881
- Argiope aetherea melanopalpis Strand, 1911
- Argiope friedericii Strand, 1911
- Argiope wolfi Strand, 1911
- Argiope maerens Kulczyński, 1911
- Argiope udjirica Strand, 1911
- Argiope wogeonicola Strand, 1913
- Gea rotunda Hogg, 1915
- Argiope novae-pommeraniae Strand, 1915

Argiope aetherea est une espèce d'araignées aranéomorphes de la famille des Araneidae.

## Distribution
Cette espèce se rencontre en Chine, en Asie du Sud-Est, en Nouvelle-Guinée et en Australie.

## Description
Le dimorphisme sexuel est considérable, la femelle étant beaucoup plus grande que le mâle, elle mesure de 10 à 16 mm et le mâle de 3 à 4 mm.

## Publication originale
- Walckenaer, 1841 : Histoire naturelle des Insects. Aptères. Paris, vol. 2, p. 1-549.